# Оттук до вечността (филм)
„От тук до вечността“ (на английски: From Here to Eternity) е американски игрален филм - драматичен военен романс, излязъл по екраните през 1953 година, режисиран от Фред Зинеман с участието на Бърт Ланкастър, Монтгомъри Клифт, Дебора Кер, Франк Синатра и Дона Рийд в главните роли. Сценарият, написан от Даниел Тарадеш, е базиран на едноименния роман от Джеймс Джоунс.

## Сюжет
Филмът разказва историята за проблемите и страстите на група военнослужещи от американска база на Хавайските острови в месеците предхождащи историческото Нападение над Пърл Харбър от японците.

## В ролите
| Актьор           | Роля                           |
| ---------------- | ------------------------------ |
| Бърт Ланкастър   | старши сержант Милтън Уордън   |
| Монтгомъри Клифт | редник Робърт Лий Прюит        |
| Дебора Кар       | Карен Холмс                    |
| Франк Синатра    | редник Анджело Маджо           |
| Дона Рийд        | Алма „Лорен“ Бюрк              |
| Филип Обер       | капитан Дана „Дайнъмайт“ Холмс |
| Мики Шаунеси     | ефрейтор Лева                  |
| Хари Белавър     | редник Мазоли                  |
| Ърнест Боргнайн  | сержант Джеймс „Фатсо“ Джудсън |
| Джак Уордън      | ефрейтор Бъкли                 |
| Джон Денис       | сержант Айк Галович            |
| Мърл Травис      | Сал Андерсън                   |
| Тим Райън        | сержант Пийт Карсън            |

## Награди и номинации
Още с излизането си, „Оттук до вечността“ се превръща в голям хит, приет възторжено от публиката и критиката. Филмът е големия победител на 26-ата церемония по връчване на наградите „Оскар“, където е номиниран за отличието в цели 13 категории, печелейки 8 от тях, включително призовете за най-добър филм и най-добър режисьор за Фред Зинеман. С това си постижение, произведението изравнява тогавашния рекорд на „Отнесени от вихъра“ (1939), който също е отличѐн с 8 статуетки.
Всичките 5 основни изпълнители са номинирани за „Оскар“, двама от тях, Франк Синатра и Дона Рийд, печелят наградите в категориите за поддържащи роли.
През 2002 година, филмът е избран като културно наследство за опазване в Националния филмов регистър към Библиотеката на Конгреса на САЩ.